# فارسی بحرین
فارسی بحرینی یک گویش یا زبان محلی از گویش‌های فارسی که ایرانیان بحرین به‌کار می‌ برند.: 57–58  طبق گلاتولوگ، این گویش بخشی از گویش بوشهری است که خود زیرشاخه‌ای از شاخهٔ غربی (ایرانی) گویش‌های فارسی به‌شمار می‌رود. این زبان به‌عنوان زبانی گذار میان پارسی میانه (پارسیگ) و پارسی نو (فارسی) طبقه‌بندی می‌شود.
شماری از ایرانیان بحرین، مخصوصا در میان عجم‌ها (لرهای بختیاری، و برخی از اچم‌ها، مخصوصا آنها که از طرف بندرعباس و لنگه با بوشهری‌ها و خرمشهری‌ها مهاجرت کَردَّنْد، و احتمالا هم شیرازی‌ها: 102 که جامعه‌ای ایرانی‌تباران را در این کشور تشکیل می‌دهند.
علاوه بر زبان فارسی، ایرانیان بحرین زبان ایرانی دیگر و قدیمتر دارند که مردم اچمی/خودمونی با آن گفتگو می‌کنند و به آن «زبان خودمونی»  يا "هولی" و گاهی هم "بندری" گفته می‌شود.

## ریشه
ما عرب نیستیم. اما ما یک لهجه فارسی بحرینی داریم که ما را از سایر لهجه های فارسی متمایز می کند. وقتی به کویت، امارات یا هر منطقه ای در مرز می رویم، به محض اینکه صحبت می کنیم، به ما می گویند که لهجه او از عجم بحرین است.—  جعفر عابدین، تاریخ نژاد پارسی در بحرین، صحیفة الوقت، ص۵۷-۵۸
زمانی که خانواده بوشهری به بحرین مهاجرت کَردَّنْد سال 1860 میلادی (زمان قاجار)،: 13  که شامل عجم‌ها و کمی از عربهای بوشهر بود، این گویش را با خودشان آوردند.
گویش فارسی بحرین تفاوت‌های چشمگیری با گویش تهرانی دارد و در ساختار و واژگان نیز متفاوت است و شباهت‌ با گویش بوشهری دارد و به فارسی کویتی هم نزدیک است، وبسایت گلاتولوگ آن را به‌عنوان شاخه‌ای از گویش بوشهری طبقه‌بندی می‌کند.
این گویش به اصل و نژاد یا قومیت هیچ ربطی ندارد. این گویش به طور مشترک توسط اچمی‌ها و لرهای و شیرازی های بحرین توسعه یافته و به عنوان یک گویش محلی فارسی میان آن‌ها استفاده می‌شود.
به همین دلیل شمار زیادی از واژگان اچمی و مخصوصا لری وارد این گویش شده‌اند، و احتمالاً واژگان عربی و هندی نیز تأثیراتی داشته‌اند. این گویش به دو گونه اصلی تقسیم می‌شود: «منامی» که به شهر منامه مرتبط است و «محرقی» که به شهر محرق تعلق دارد.
اچم‌/لاری‌های که از بندرعباس و جایهای دیگر به بحرین مهاجرت کَردَّنْد، به این زبان هم صحبت می‌کنند، دلیل این است که اخوان سنی آنها، آنها را نپذیرفتند، شاید به دلیل اینکه شیعه شده بودند یا شدند، بحرانی‌ها به طور کلی خارجی‌ها را دوست نداشتند.
با این حال، آنها هنوز ریشه‌های خود را به رسمیت می‌شناسند و می‌گویند: «ما عجم بندرعباس و لارستان و بستک هستیم».
اگرچه ایرانی‌ها به طور کلی بندرعباس را بیشتر با آفریقایی‌ها مرتبط می‌دانند (که البته در این موضوع چیزی اشتباه نیست)، اچم‌ها (که توسط اعراب ساحلی به عنوان "عجم" شناخته می‌شدند)، به دلایل طبیعی، سیاسی و مالی مختلف سرزمین خود را ترک کَردَّنْد تا زندگی بهتری پیدا کنند. اچم‌های شیعه همچنان از حلقه‌های اجتماعی اچم‌های سنی جدا مانده‌اند (به خاطر انقلاب).
از سوی دیگر، تهرانی‌ها و شمالی‌های ایران نیز این گویش را به تمسخر می‌گیرند و آن را "خنده‌دار" یا "اشتباه" می‌دانند، به جای اینکه تنوع زبان‌های ایرانی و گویش‌های فارسی را قدردانی کنند.
اقلیتی از اعراب و مینا‌بی‌ها نیز به این زبان صحبت می‌کَردَّنْد، اما تاکنون به شدت در جامعه بحرین جذب شده‌اند و دیگر به هیچ وجه از این گویش استفاده نمی‌کنند. تنها کسانی که هنوز از آن استفاده می‌کنند، افراد با اصالت ایرانی هستند.

## واژگان
| فارسی دری       | فارسی ایرانی (تهرانی) | فارسی بحرینی (عجمی) | یادداشت ها |
| --------------- | --------------------- | ------------------- | --- |
| روشن            | روشن                  | چالو                | در بحرینی فقط، برگرفته از هندی (चालू) یا گویش مردم اچمی در پارسیان/گاوبندی |
| صبحانه          | صبحانه                | ناشتا               | ناهار از عربی صبح |
| ناهار           | ناهار                 | چاشت                | ناهار از عربی نهار |
| غذا             | غذا                   | خوراک               | غذا از عربی غذاء |
| شام             | شام                   | شوم                 | |
| رستوران         | رستوران               | مطعم/رستوران        | مطعم از عربی غذاء |
| برای            | واسه                  | سِی                  | واژه "سی" در گویش‌های لری جنوبی (وسط بوشهر تا خوزستان) و بختیاری به جای "برای" استفاده می‌شود. همچنین در برخی گویش‌های کردی مانند کلهری و کوردی مناطق کرمانشاه، "سی" به کار می‌رود. |
| فقط             | فقط                   | بس                  | فقط از عربی |
| مَه              | مَن                    | مُّو                  | |
| اَم              | اَم                    | اُم                  | واژه «ام» مانند «گُفتَم» یا «رَفتَم» میشه «گُفتُم»… «رَفتُم» … «عَزیزُم»… |
| نادان           | احمق                  | «گناه» یا ««گناهگی» | |
| وایسا/ایستاد شو | وایسه                 | ویسَک                | |
| بِگو             | بِگو                   | بُگو                 | |
| شَب              | شَب                    | شُّوْ                  | اِمشو... دیشو... (در کردی و اچمی و لری هم میگن "شو") |
| خواب            | خواب                  | خو                  | |
| آفتاب           | آفتاب                 | آفتو                | |
| آب              | آب                    | آو                  | |
| سُرخ             | قِرمز                  | سُرخ                 | |
| عینک            | عینک                  | چشمک                | |
| بینی            | دماغ                  | پیز/پوز             | در عربی بحرانی و بحرینی به "دهن" میگن "بوز" (buuz) که گفته میشود از "پوز" (puuz) که از یک گویش پارسی قدیم گرفته شد. دماغ با عربی یعنی مغز.                                      |
| دهن             | دهن                   | دهن/کپ              | |
| دندان           | دندان                 | دندون               | |
| چشم             | چشم                   | چش                  | |
| برادر           | داداش                 | کُکا                 | |
| مادر            | ننه/ماما              | دی/ننه              | |
| پدر             | بابا                  | بوآ                 | |
| دَریا            | دَریا                  | دَریا                | «دَریا» بر خلاف «دِریِه» بوشهری |
| کفش             | کفش                   | جوتی                | "جوتی" در اردو (جوتا) و هندی (जूता) و بندری و عربی بحرینی (جوتي) و اچمی (جوتین) هم رایج است.                                                                                      |
| حمام کَردَّنْ       | حَمُوم کَردَّنْ             | شِنُو کَردَّنْ            | |
| تماشا/نگاه کَردَّنْ | نگاه کَردَّنْ/دِیدَن        | سَی/سَیل کَردَّنْ         | "سَیل کن/کو" از اچمی گویش شرقی مانند فارسی شیرازی قدیم |
| باز             | باز                   | واز                 | |
| شنیدن           | شَنِیدن                 | شُنُفَتن               | شُنُفَتن از اچمی |
| خانه            | خونه                  | خونه                | |

## جملات مثال
| فارسی دری                                         | فارسی معیار                                      | فارسی ایرانی (تهرانی)                          | فارسی بحرینی (عجمی)                 | پارسیگ اچمی (لارستانی) | عربی نو معیار                                      | عربی خلیجی بحرینی                           | یادداشت‌ها                                                                                                   |
| ------------------------------------------------- | ------------------------------------------------ | ---------------------------------------------- | ----------------------------------- | ---------------------- | -------------------------------------------------- | ------------------------------------------- | --- |
| مه گفتم به تو                                     | من به تو گفتم                                    | من بهت (بِه تو) گُفتَم                            | مُو گُفتُم سیت (سِی تو)                 | اوم بر اوت گوت         | أنا قُلتُ لَك (مختصر: «أَخبرتُكَ» یا «أَخبرتُكِ» برای ماده) | آنَه گِلت لِك (ماده: لِچ)                       | |
| مه به او گفتم                                     | من به او گفته ام                                 | من بهش گُفتَم                                    | مو گُفتُمِش/گُفتُم سیش                   | اوم گت‌اوش گتوم‌اوش      | انا قُلت لَه (ماده: لها)                             | آنه گِلت لَه (ماده: لِهَّاْ)                      | |
| گفتم به آن‌ها که این گل‌ها را برایت (برای تو) خریدم | گفتم به آن‌ها که این گل‌ها را برای تو (بَرات) خریدم | بِهشون گُفتَم کِه این گُل‌ها رو واست (واسِه تو) خَریدم | سِیشون گُفتُم که این گل‌ها رو سیت خریدم |                        | قُلت لَهُم أنني اِشتريت لكَ (ماده: لكِ) هاذِه الزُهور      | گِلت لِهُم اِني اِشتريت لِك (ماده: لِچ) های اِلوُرود | در گویشهای عربی خلیجی اغلب حرف "گ" "ق" و حرف "چ" "ج" نوشته می شود، اما مانند نوع نوشتاری فارسی تلفظ می شود. |
| چی است؟                                           | چی هست؟                                          | چی‌ه؟                                           | چِیِ‌ن؟                                |                        | ماذا يَحصُل؟                                         | اِشْهَست؟/اِشصاير؟                              | |
| خیلی مقبولَه/مقبول است                             | خیلی زیبا است                                    | خیلی قشنگِه                                     | خیلی قشنگِن                          | بُری خوشِن               | جميلٌ جِداً                                           | وايِد حِلو                                    | |
| من خوب نیستم/نیَم                                  | من خوب نیستَم                                     | من خوب نیستَم                                   | مو نه خوبُم                          | اوم ناخشُم              | أنا لَستُ بِخير                                       | آنَه مُب زين (ماده: زینه)                     | |
| دروازه را بسته/بَند کن                             | در را ببند                                       | دَرو بسته کن                                    | دروازه رو بَند کو                    | دروازه بند اکُن         | أَغلِق اَلباب                                         | بَنِد اِلباب                                   | |
| دروازه را باز کن                                  | در را باز کن                                     | درو باز کن                                     | دروازه رو واز کو                    | دروازه واز اکُن         | اِفتَج اِلباب                                         | بَطِل اِلباب/اِلدروازه                          | |
| نگاه کن                                           | تماشا کن                                         | ببین                                           | سَی کُن/سَیل بُکُن                       |                        | أُنظر/(ماده: أُنظُرِي)                                 | چٌوف/طالِع (چٌوفَّی/طالعَّی)                       | |
| بِسوز                                              | بِسوز                                             | بِسوز                                           | تَش بِگیر                             | تش اگیر (؟)            | اِحترق/اِحترِقِ                                        | اِحترگ/اِحترگَّی                                | |
| دوست دارمَت                                        | دوستِت دارم                                       | دوسِت دارَم                                      | خاطِرُت میخوم                         | بُرِی خاطِرُت مَی           | اُحِبُكَ/اُحِبُكِ                                          | اَحِبِک/اَحِبِچ                                   | |
|                                                   | فندک را روشن کن                                  | فندکو (فندک رو) روشن کن                        | لیترو چالو کو                       |                        | اَشعِل القَداحة                                       | وَلِع اِللايتَر                                 | |
| می‌تانی برایم گل بخری؟                             |                                                  | میتونی واسم گل بِخری؟                           | میتونی سیم گل بِخری؟                 |                        |                                                    |                                             | |
| ما از تهران نیستیم، ما از بحرین هستیم             |                                                  | ما اهل تهران نیستیم، ما اهل بحرین هستیم        | ما نه مال تهرونیم، ما مردُم بحرینیم  |                        |                                                    |                                             | |
| می‌خوایَم بِروَم حمام کُنَم                             |                                                  | میخام بِرَم حموم کُنََم                             | میخوم بِرُم شِنُو بُکُنُم                  |                        |                                                    |                                             | |
| چرا مرا این‌طور نگاه می‌کنی؟                        |                                                  | چرا/واسِه چی منو اینجوری نگاه میکنی؟            | چرا/سی چَه مونه اینجوری سَی میکنی؟    |                        |                                                    |                                             | |
| نامِ تو چیست؟                                      |                                                  | اسمِت (اسمِ تو) چیه؟                             | نامت (نامِ تو) چِنِن/چِیِ‌ن؟              |                        |                                                    |                                             | |
| این چه است؟                                       |                                                  | این چیه؟                                       | این چِیِ‌ن؟/چِنِن این؟                   |                        |                                                    |                                             | |
| چه به تو است؟                                     |                                                  | چتِه؟                                           | چتِن؟                                |                        |                                                    |                                             | |
|                                                   |                                                  | من چیزی نَشْنِیدَم!                                | مُّو چیزی نشُنُفَتُم!                     |                        |                                                    |                                             | |